# ヨネダコウ
ヨネダ コウ（12月28日 - ）は、日本の漫画家。女性。血液型はA型。

## 人物
主にボーイズラブ作品を手掛ける漫画家。

## 作品
『ihr HertZ』（大洋図書）にて「囀る鳥は羽ばたかない」を連載中。
『ルチル』（幻冬舎コミックス）にて「俺に恋してどうすんだ」、『CRAFT』（大洋図書）にて「寄る辺無き者」、
『イブニング』(講談社)にて「Op -オプ- 夜明至の色のない日々」を不定期連載中。

### 単行本
- どうしても触れたくない （2008年9月　大洋図書）
- 囀る鳥は羽ばたかない　1〜9巻（2013年1月～　現在連載中　大洋図書）
- NightS　（2013年2月　リブレ出版）
- それでも、やさしい恋をする　（2014年4月　大洋図書）
- Op -オプ- 夜明至の色のない日々 1～2巻　（2018年1月～ 不定期連載中　講談社）

### 漫画
- どうしても触れたくない （連載、2007年vol.31 - 2008年vol.36、CRAFT、大洋図書）
- 俺に恋してどうすんだ （不定期掲載中、2007年vol.17 - 、ルチル、幻冬舎コミックス）
- Don't stay gold （読切、2008年5月号、drap、コアマガジン）
- 感情スペクトル （読切、2008年7月号、MAGAZINE BE×BOY、リブレ出版）
- 寄る辺無き者 （不定期掲載中、2008年vol.38 - 、CRAFT、大洋図書）
- NightS （読切、2009年5月号、MAGAZINE BE×BOY、リブレ出版）
- 漂えど沈まず、されど鳴きもせず（読切、2009年6月、HertZ band.32、大洋図書）
- 囀る鳥は羽ばたかない（連載中、2011年8月、HertZ band.45 - 、大洋図書）
- リプライ（読切2部作、2012年8月号‐2012年10月号、MAGAZINE BE×BOY、リブレ出版）
- やさしい嘘はみのらない（2013年10月19日vol.58 CRAFT -「どうしても触れたくない」スピンオフ同人誌の続編）
- どうしても触れたい（読切、「どうしても触れたくない」DVD初回特典ブックレット）
- Op -オプ- 夜明至の色のない日々（連載、イブニング2016年14号 - 、講談社）[1]

### 挿絵・カバー絵
- 不機嫌なピアニスト （甫刈はるひ著、2007年7月、オークラ出版、アクアノベルズ）
- SPは愛に惑う （葉月宮子著、2008年11月、ワンツーマガジン、アルルノベルズ）
- 今宵、天使と杯を （英田サキ著、2011年5月、大洋図書、SHYノベルス）
- 空を抱きしめる （李丘那岐著、2011年10月、幻冬舎、幻冬舎ルチル文庫）
- いとしの悪党 (李丘那岐著、2012年11月、幻冬舎、幻冬舎ルチル文庫)
- 聖夜 （榎田尤利著、2012年11月、大洋図書、SHYノベルス）
- 狼と狐の夜 （高遠琉加著、2012年11月、大洋図書、SHYノベルス）
- サイメシスの迷宮
  - 完璧な死体（アイダサキ、2017年9月、講談社タイガ）
  - 逃亡の代償（アイダサキ、2018年5月、講談社タイガ）
  - 忘却の咎（アイダサキ、2019年4月、講談社タイガ）
- ストリート・キッズ（ドン・ウィンズロウ、東江一紀（翻訳）、創元推理文庫）※創元推理文庫60周年記念 期間限定カバーイラスト[2]

## 作品提供

### ドラマCD
- どうしても触れたくない（2009年3月27日、ムービック)
- NightS -ナイツ-（2013年07月24日、リブレ出版　Cue Egg Label)
- 囀る鳥は羽ばたかない1〜５（2013年10月23日、フロンティアワークス)
- それでも、やさしい恋をする（2014年10月31日、ムービック）